# 金孝心
金孝心（1994年3月29日—），朝鲜女子举重运动员，2018年亚洲运动会女子63公斤级金牌得主、2019年亚洲举重锦标赛女子64公斤级银牌得主、2019年世界举重锦标赛女子71公斤级铜牌得主。